# Кулига (Слободской район)
Кулига — деревня в Слободском районе Кировской области в составе Шестаковского сельского поселения.

## География
Находится в северной части района на расстоянии примерно 3 км по прямой на север от села Шестаково.

## История
Известна с 1873 года, когда здесь было учтено дворов 4 и жителей 28, в 1905 7 и 57, в 1926 11 и 58, в 1950 10 и 33, в 1989 оставалось 45 жителей . 

## Население
Постоянное население  составляло 16 человек (русские 100%) в 2002 году, 9 в 2010.